# Iglesia de Theotokos de Vale
La iglesia de Theotokos de Vale (en georgiano: ვალეს ღვთისმშობლის ეკლესია) es una iglesia medieval ortodoxa georgiana ubicada en la ciudad de Vale de la región de Mesjetia-Yavajetia, sur de Georgia. El templo está construido en honor a Theotokos, palabra griega para nombrar a Santa María.

## Historia
La Iglesia fue originalmente una iglesia con cúpula. Con el tiempo, su cúpula y sus arcos colapsaron, y en 1561-1564 el edificio fue reconstruido. El edificio existente es un monumento del siglo XVI, una basílica de tres naves, resultado de la remodelación de una iglesia anterior abovedada de finales del siglo X, de la cual sobreviven partes de decoraciones lujosas como esculturas en relieve de laicos, clérigos y santos ecuestres, así como las cornisas y los marcos de las ventanas. Un campanario en el techo es una adición de los siglos XVII o XIX. Una inscripción georgiana del siglo XVI en escritura de asomtavruli revela que la iglesia fue construida de nuevo por Dedisimedi, princesa-consorte del principado de Mesjetia, del cual Vale era parte.
En 2006, la iglesia recibió la categoría de Monumento Cultural de Importancia Nacional de conformidad con el decreto del Presidente de Georgia.

## Arquitectura
En la fachada este de la iglesia se ha reparado la parte superior del ala derecha y se han ampliado ligeramente las ventanas. En esta fachada hay tres ventanas, las tres con interesantes decoraciones. Sobre las ventanas frontales hay cruces en relieve y arcos tallados, y encima de la ventana principal, un grupo en relieve formado por tres figuras, que también está rodeado por un arco tallado. La figura del medio es la Madre de Dios, a la izquierda hay una mujer rezándola (la inscripción mayúscula: "Santa Madre de Dios, ten piedad del Cordero". El Cordero es el nombre de la mujer) y en la derecha está el Arcángel Gabriel.
En la fachada occidental, la parte superior (con ventanas) presenta huellas de haber sido remodelada, pero la entrada sigue siendo la antigua. Su rica decoración es un ejemplo muy importante del arte del siglo X: encima de la entrada hay una enorme piedra rectangular en la que están esculpidos dos jinetes uno frente al otro (probablemente San Jorge y San Demetrio). Sobre esta piedra hay arcos concéntricos de talla, el marco general de la entrada es un arco labrado que descansa sobre columnas de pared. Toda esta decoración compleja y diversa, en su forma general, con la relación de partes individuales, con la selección de tallas y esculturas, fue pensada magistralmente por los arquitectos.
La entrada sur es más ancha que la occidental, era la entrada principal, pero está decorada de forma más sencilla. También hay figuras en el tímpano (alto relieve): a la derecha, Cristo, y a la izquierda, aparentemente, el constructor de la iglesia con un modelo de la iglesia en sus manos. Además, en las esquinas se encuentran pequeñas figuras de los apóstoles Pedro y Pablo. Toda la parte izquierda del tímpano está cubierta de inscripciones. Incluso en la inscripción del capitel de la media columna derecha sólo se pueden entender letras y palabras individuales, pero no la idea completa. 
En la fachada norte, la parte inferior del muro está intacta y la ventana ha sido renovada. Las cornisas del edificio están formadas por piezas antiguas. La talla que divide las cornisas sur y norte (una forma peculiar de hoja) fue muy común en el siglo X y la primera mitad del XI, para luego caer en desuso. En la decoración del edificio también destacan las piedras angulares de la cornisa, en las que se representan diversos relieves. 
Dos pilares en el interior del templo dividen el espacio en tres partes. La parte media (nave) es mucho más ancha que las naves laterales. Anteriormente, la cúpula descansaba sobre estos pilares y las delgadas esquinas del muro del santuario. Es fácil ver que los postes han sido reparados. Los postes son de tamaño desigual, con muescas. También se han modificado los arcos que los recubren. Todo esto es resultado de la reconstrucción del siglo XVI. En el pilar sur está tallada una inscripción muy grande en tres columnas.